# Tonkatsu
Il tonkatsu (豚カツ?, とんかつ? o トンカツ?) è un piatto della cucina giapponese. È composto da una cotoletta di maiale alta uno o due centimetri, impanata e fritta. Una volta cotta la cotoletta viene tagliata in pezzi di piccole dimensioni (per poterli prendere agevolmente con le bacchette) e servita insieme a cavolo cappuccio tritato, riso bianco giapponese e zuppa di miso. Non va confuso con il tonkotsu (ossa di maiale da cui si ricava un brodo per il ramen).

## Descrizione
Per il tonkatsu si utilizza il filetto (ヒレ?, hire) o la lonza (ロース?, rōsu) del maiale. La carne viene di solito condita con sale e pepe prima di essere infarinata leggermente; successivamente viene immersa nell'uovo sbattuto e ricoperta di panko (un particolare pangrattato tipico del Giappone) prima di essere fritta in abbondante olio. Viene spesso usato per farcire i panini (katsu-sando).

## Origine
Il tonkatsu è stato introdotto in Giappone dai portoghesi. Questo piatto fu originariamente considerato come uno yōshoku — piatti tipici della cucina europea modificati per adattarli al gusto dei giapponesi che furono creati tra la fine del XIX e l'inizio del XX secolo — e fu chiamato katsuretsu (cotoletta) o semplicemente katsu.
I primi katsuretsu erano generalmente fatti con carne di manzo; la versione con carne di maiale, simile agli odierni tonkatsu, sarebbe stata servita per la prima volta nel 1890 in un ristorante specializzato in piatti occidentali a Tokyo, nel quartiere di Ginza. Il termine tonkatsu (katsu di maiale) fu coniato negli anni trenta.

## Varianti

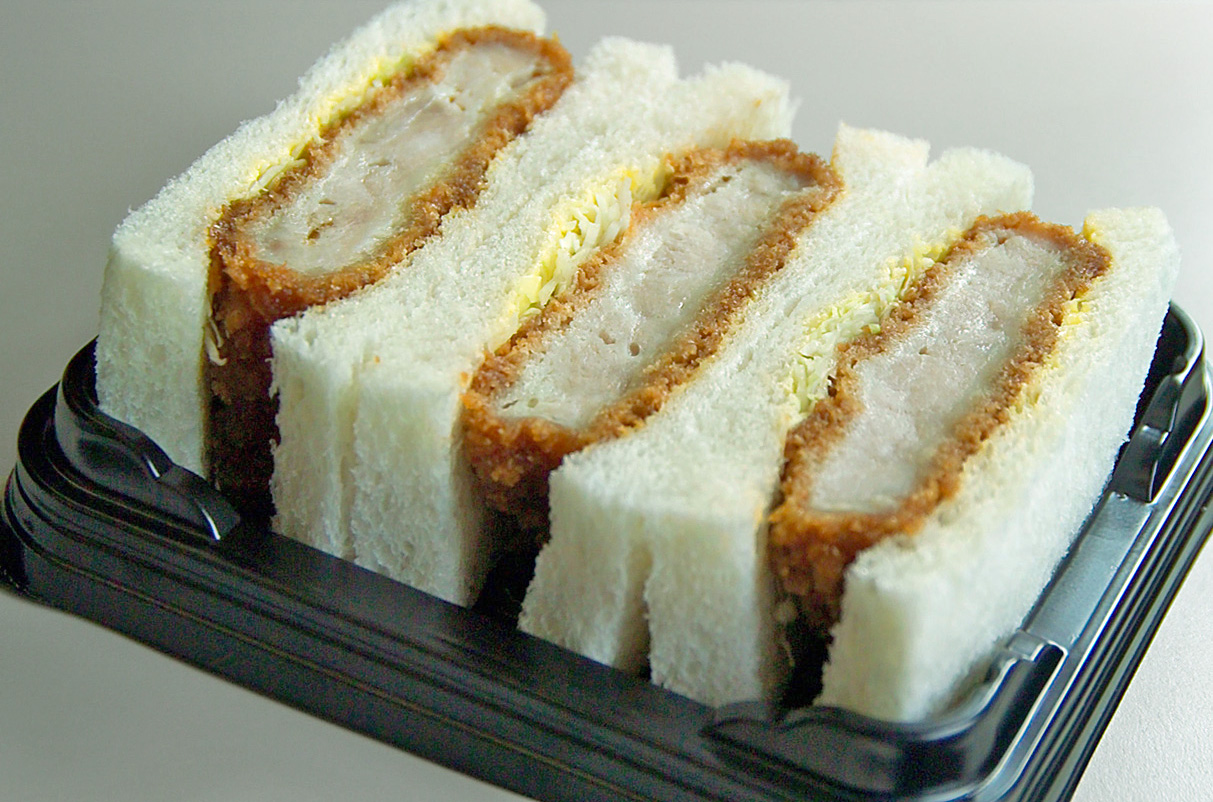
Katsu-sando, un sandwich con il tonkatsu, contenuto in un Ekiben

Nel corso degli anni il tonkatsu è stato adattato ai gusti alimentari dei giapponesi in misura maggiore rispetto agli altri yōshoku. La ricetta attuale prevede che sia servito con riso, zuppa di miso e tsukemono nello stile del washoku (il cibo tradizionale giapponese). Recentemente alcuni ristoranti hanno iniziato a servire il tonkatsu accompagnato con la tradizionale salsa ponzu e con il daikon grattugiato.
Il tonkatsu viene comunemente usato come ripieno per i sandwich (katsu sando) o servito con il curry giapponese (katsu karē). Viene spesso servito con un uovo in una grande ciotola piena di riso; questa preparazione particolare prende il nome di katsudon.
Indipendentemente dalla presentazione il tonkatsu viene mangiato accompagnato dalla salsa tonkatsu (トンカツソース?, tonkatsu sōsu o, più semplicemente, ソース?, sōsu), una variante della salsa Worcester ottenuta dalla fermentazione di frutta e verdura.
Alcune varianti del tonkatsu vengono realizzate inserendo del formaggio o delle foglie di shiso all'interno della carne prima di impanarla e friggerla. Chi è attento alla linea spesso mette del konnyaku (una gelatina di origine vegetale che dà un senso di sazietà una volta ingerita) all'interno della carne.
Esistono diverse varianti del tonkatsu realizzate senza utilizzare la carne di maiale:
- Chicken katsu (チキンカツ?), che usa la carne di pollo; questa preparazione si trova spesso nei plate lunch hawaiani (un pasto da asporto simile al bentō giapponese).
- Menchi katsu, una polpetta di carne impanata e fritta.
- Hamu katsu (ハムカツ? ham katsu), un piatto simile realizzato utilizzando la coscia del maiale. Questo piatto viene considerato come una variante economica del tonkatsu.
- Gyū katsu (牛カツ? katsu di manzo), conosciuto anche come bīfu katsu, molto popolare nelle zone di Kansai vicine a Osaka e Kōbe.

Piatti simili realizzati con ingredienti diversi dalla carne di pollo, manzo o maiale vengono definiti furai (fritti) e non katsu (cotoletta); tra questi ci sono gli aji-furai (sugarelli fritti) e gli ebi-furai (gamberetti fritti).